# Harry Maguire
Jacob Harry Maguire, född 5 mars 1993 i Sheffield, är en engelsk fotbollsspelare som spelar för Manchester United i Premier League.

## Klubbkarriär
Den 15 juni 2017 värvades Maguire av Leicester City, där han skrev på ett femårskontrakt. Den 5 augusti 2019 värvades Maguire av Manchester United, där han skrev på ett sexårskontrakt med option på ytterligare ett år. Harry Maguire's övergång till Manchester United gjorde honom till den dyraste mittbacken någonsin.

## Landslagskarriär
Den 8 oktober 2017 gjorde Maguire debut för Englands landslag i en 1–0-vinst över Litauen. I maj 2018 blev Maguire uttagen i Englands trupp till fotbolls-VM 2018.
Harry Maguire var med i Englands förlust på straffar mot Italien i EM-finalen 2020. Däremot satte han sin straff under straffläggningen.

## Privatliv
Maguire är förlovad med Fern Hawkins. Den 3 april 2019 avslöjade Maguire på sin Instagram-sida att Hawkins hade fött deras första barn, en dotter.

### Gräl i Grekland
Den 21 augusti 2020 arresterades Maguire på den grekiska ön Mykonos efter en incident med polisen. Manchester United sa i ett uttalande att Maguire "samarbetar fullt ut med de grekiska myndigheterna." Maguire dök upp i domstolen på ön Syros dagen efter, efter att ha tillbringat två dagar i arrest. Han släpptes från arresten med rättegången sköts upp till 25 augusti.
Den 25 augusti dömdes Maguire för alla anklagelser och fann sig skyldig till grov misshandel, våldsamt motstånd och mutförsök av en domstol på ön Syros. Maguire var frånvarande vid domstolsbeslutet. Samma dag fick Maguire ett villkorligt fängelsestraff på 21 månader och 10 dagar.